# Куріпка-шпороніг індійська
Куріпка-шпороніг індійська (Galloperdix spadicea) — вид куроподібних птахів родини фазанових (Phasianidae). Ендемік Індії.

## Опис

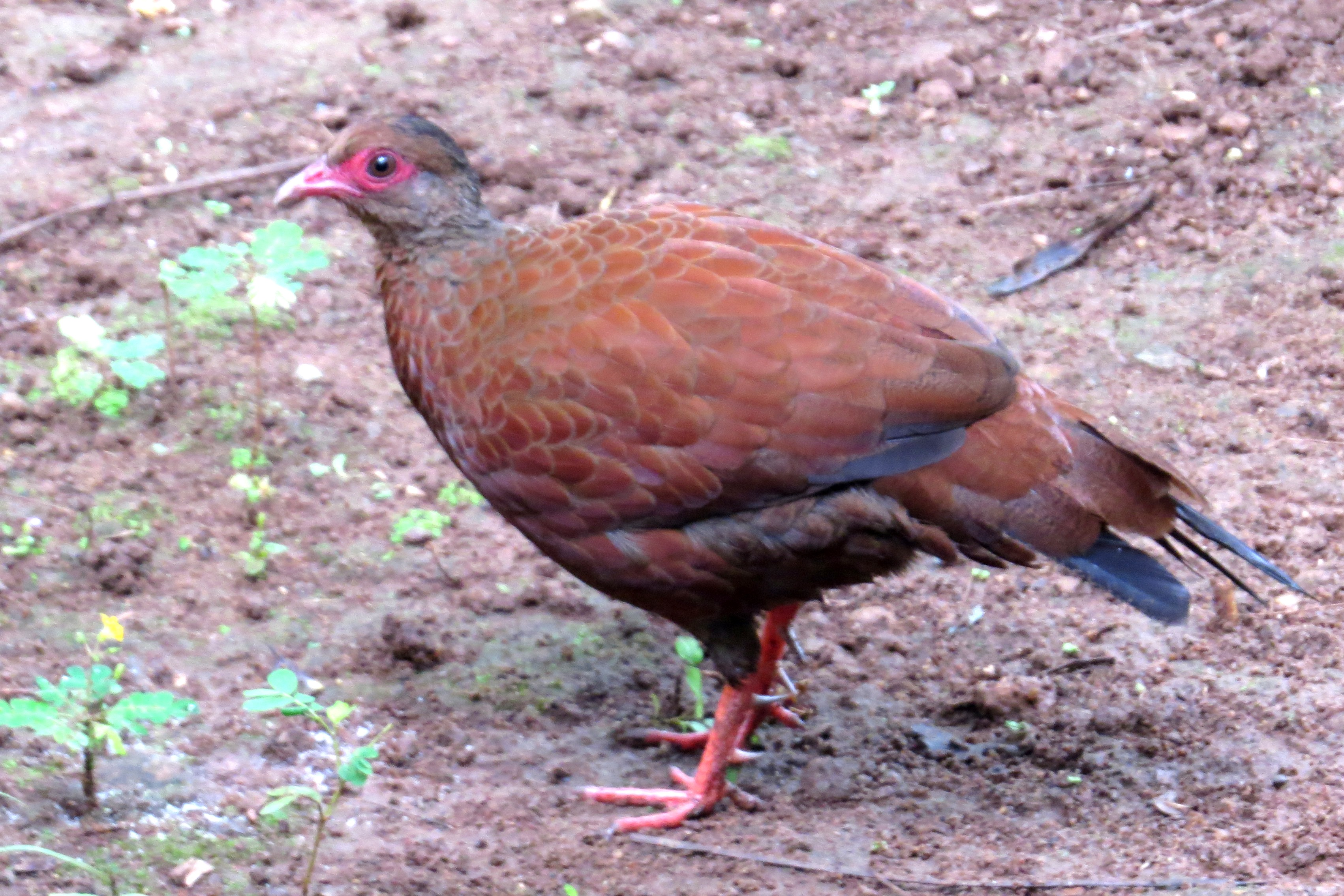
Самець індійської купіки-шпоронога

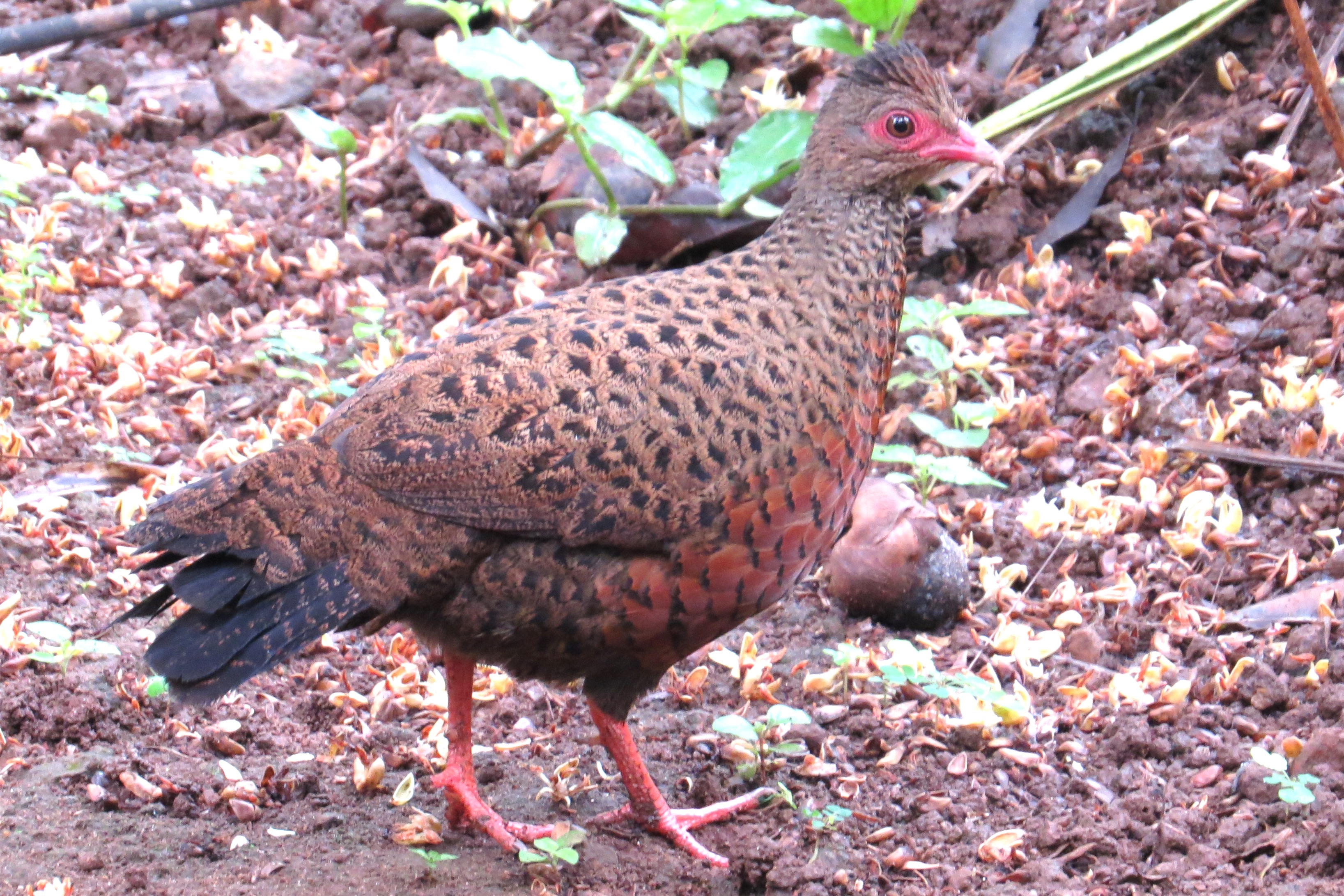
Самиця індійської купіки-шпоронога

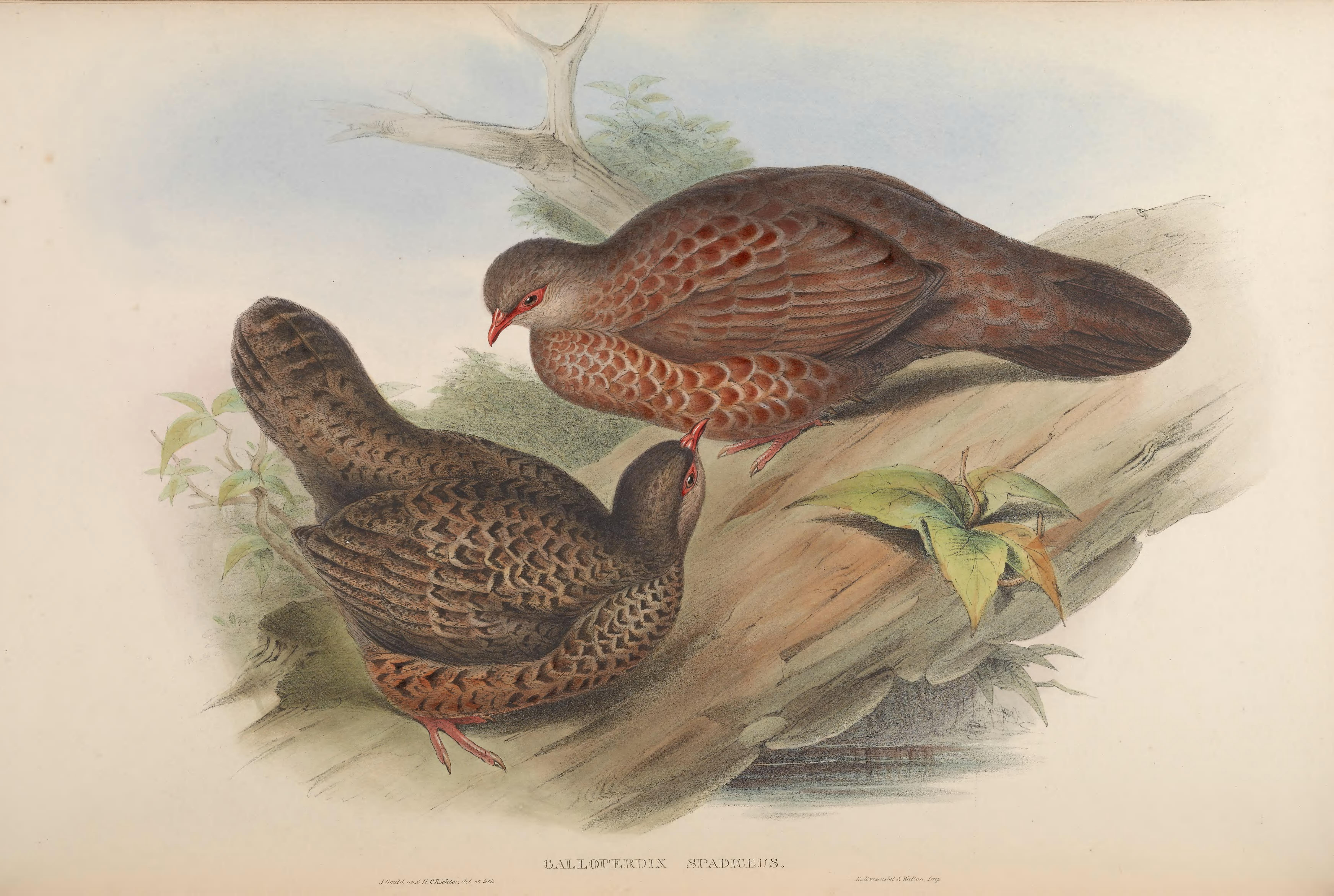
Індійські куріпки-шпороноги

Довжина птаха становить 33,5-38 см, вага 284-454 г. У самців голова і шия сірувато-коричневі, решта тіла іржасто-коричнева, хвіст довгий, темний. У самиць верхня частина тіла поцяткована темними плямами, а нижня частина тіла темними смугами. На обличчі є велика пляма голої червоної шкіри. Лапи червоні, на лапах у самців і самиць є 1-2 шпори (іноді у самців 3-4 шпори, тоді як у самиць може не бути жодної). Пера на тімені видовжені та можуть ставати дибки, формуючи чуб. У пташенят голова коричнева, на спині темно-коричнева смуга, окаймлена з боків охристими смугами, які в свою чергу окаймлені тонкими темно-коричневими смугами. Представники підвиду G. s. caurina вирізняються блідим забарвлення, позбавленим темних плям і смуг. Самці підвиду G. s. stewarti вирізняються повністю каштановим забарвленням. 

## Підвиди
Виділяють чотири підвиди:
- G. s. spadicea (Gmelin, JF, 1789) — від Уттар-Прадеша до північного Тамілнада і південної Карнатаки;
- G. s. caurina Blanford, 1898 — пагорби Араваллі на півдні Раджастхану;
- G. s. stewarti Baker, ECS, 1919 — Малабарське узбережжя (Керала).

## Поширення і екологія
Індійські куріпки-шпороноги мешкають в Індії на південь від Гангу, іноді трапляються в тераях на заході Непалу. Вони живуть в сухих чагарникових і бамбукових заростях та в сухих і вологих широколистяних тропічних лісах. Зустрічаються на висоті від 300 до 2300 м над рівнем моря, переважно на висоті від 600 до 1200 м над рівнем моря. Віддають перевагу горбистій місцевості, порослій заростями з густим підліском. 
Індійські куріпки-шпороноги зустрічаються парами або сімейними зграйками по 3-5 птахів. Ведуть прихований спосіб життя, більшу частину часу ховаються в густих заростях, з яких рано вранці і пізно ввечері виходять на пошуки їжі. Ночують на деревах. При небезпеці вони можуть відлетіти на коротку відстань, однак роблять це неохоче, частіше втікаючи пішки. Індійські куріпки-шпороноги живляться насінням, пагонами, ягодами, плодами і безхребетними, зокрема мурахами і термітами, яких шукають в лісовій підстилці. Вони є моногамними птахами, сезон розмноження у них триває з січня по червень, перед сезоном дощів. Гніздяться на землі. В кладці від 3 до 5 яєць.